# Poaló
Poaló, offizieller Name: San José de Poaló, ist eine Ortschaft und eine Parroquia rural („ländliches Kirchspiel“) im Kanton Latacunga der ecuadorianischen Provinz Cotopaxi. Die Parroquia besitzt eine Fläche von 56,97 km². Die Einwohnerzahl lag im Jahr 2010 bei 5709.

## Lage
Die Parroquia Poaló befindet sich im Andenhochtal von Zentral-Ecuador. Das Verwaltungsgebiet liegt an der Ostflanke der Cordillera Occidental und erreicht im Milín eine Höhe von 3921 m. Die Längsausdehnung in WSW-ONO-Richtung beträgt 18 km. Der 2910 m hoch gelegene Hauptort liegt 8,5 km nordwestlich der Provinzhauptstadt Latacunga. Die westliche Route der Fernstraße E35, die das Stadtzentrum von Latacunga westlich umgeht, durchquert den äußersten Südosten der Parroquia. Die Fernstraße E30 (Latacunga–Quevedo) durchquert das Verwaltungsgebiet im äußersten Westen.
Die Parroquia Poaló grenzt im Osten an die Parroquia urbana Eloy Alfaro im Municipio von Latacunga, im Süden an die Parroquias Once de Noviembre, La Victoria (Kanton Pujilí) und Pujilí (ebenfalls im Kanton Pujilí) sowie im Norden an den Kanton Saquisilí mit den Parroquias Cochapamba, Saquisilí und Chantilín.

## Orte und Siedlungen
In der Parroquia Poaló gibt es folgende Barrios:
- Bellavista
- Chantilín Chico
- Eloy Alfaro
- La Compañía
- Las Parcelas
- Luz de América
- Mariscal Sucre
- Marquez de Maenza
- Pillicsillí
- San Vicente
- Santa Rosa

Ferner befinden sich in der Parroquia die Comunidades Angahuana und Maca.

## Geschichte
Die Pfarrei "San José de Poaló" wurde am 19. März 1829 gegründet. Am 1. April 1851 wurde die Parroquia gegründet und am 10. Oktober 1851 in die neu geschaffene Provinz Cotopaxi überführt.